# Dinah Jane Hansen

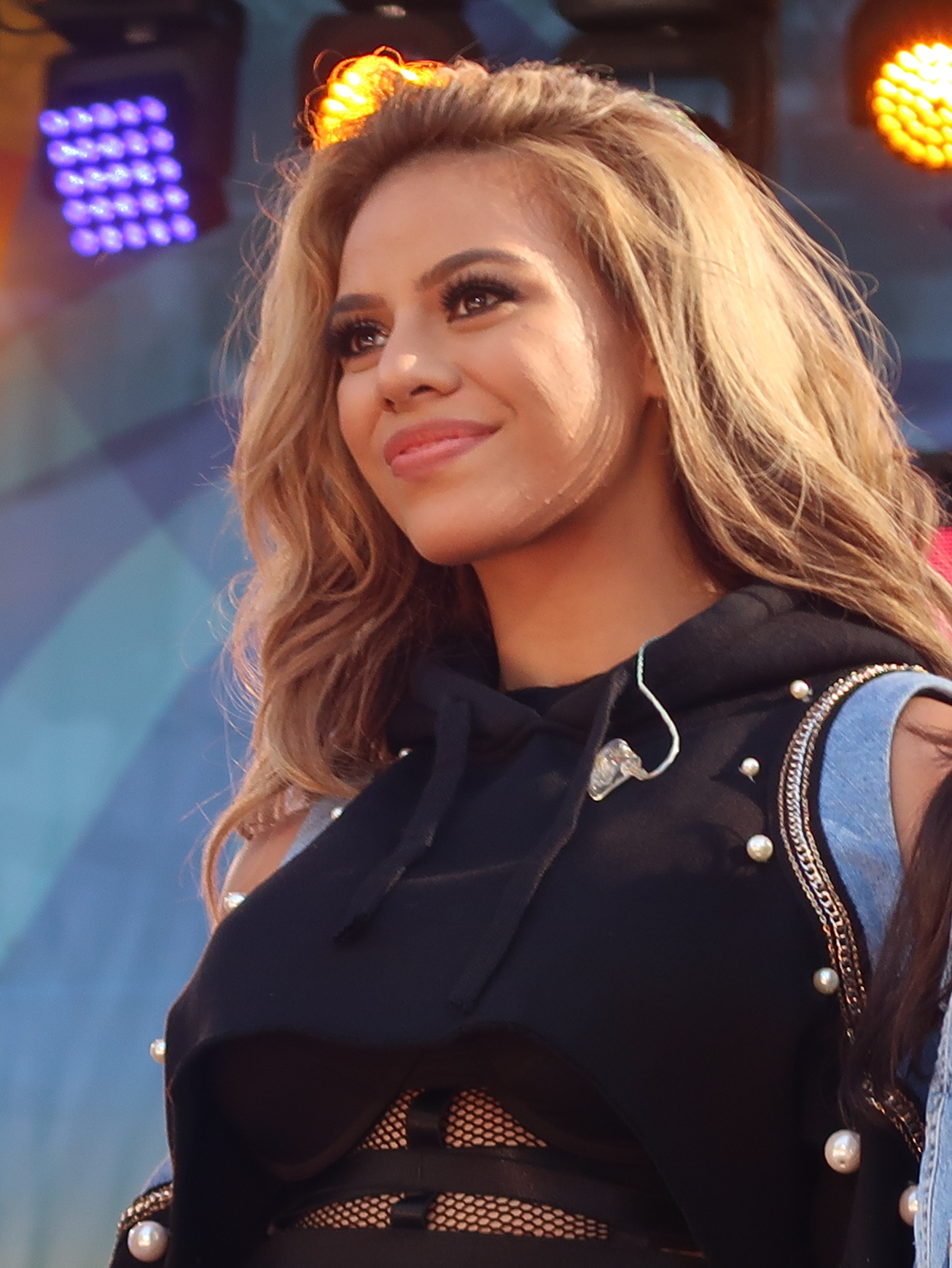
Dinah Jane (2017)

Dinah Jane Milika Ilaisaane Hansen [ˈdaɪnə] (* 22. Juni 1997 in Santa Ana, Kalifornien, Vereinigte Staaten) ist eine US-amerikanische Sängerin. Sie war Mitglied der Musikgruppe Fifth Harmony.

## Leben

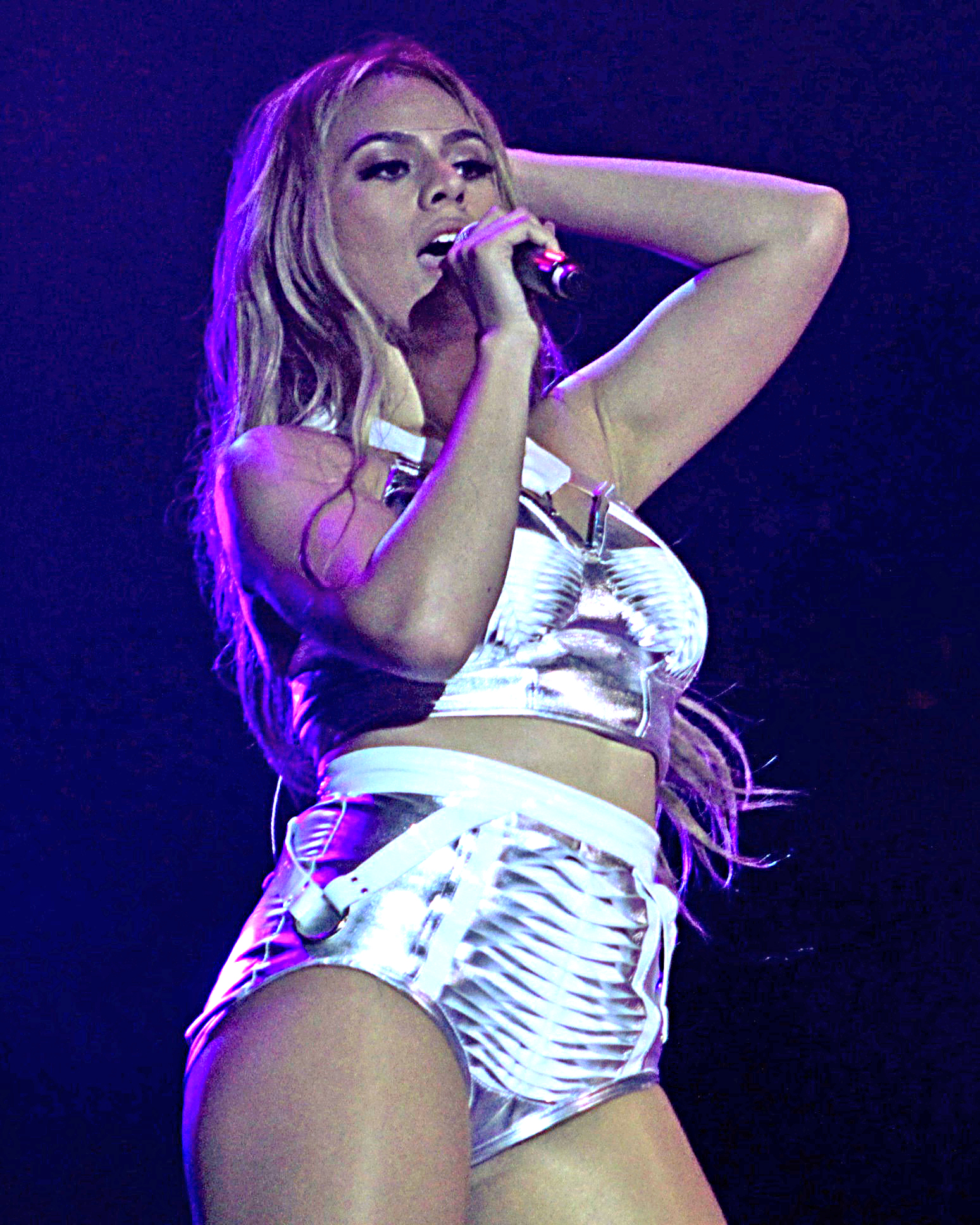
Dinah Jane Hansen, 2017

Hansen wurde 1997 in Santa Ana geboren und wuchs dort auf. Sie besitzt tongaische, samoanische und fidschianische Vorfahren. Ihr Urgroßvater Hans Jorgen Hansen stammte aus Dänemark. Hansens Eltern Milika Hansen und Gordon Hansen zogen sie und ihre fünf jüngeren Geschwister in Santa Ana auf. Dinah lebte mit ihrer Großfamilie, bestehend aus 23 Menschen in einer Vier-Zimmer-Wohnung. Ihre Mutter sang in einer Reggae-Band und ihr Bruder in der Kirche. Mit vier Jahren fing sie an zu singen, öfters ging sie mit in die Kirche. Ihr erster öffentlicher Auftritt im Alter von sieben war in Sacramento, wo sie die Nationalhymne sang. Nach diesem Auftritt sang sie bei vielen Veranstaltungen in Kalifornien. Sie veröffentlichte ihr erstes Lied Dancing Like A White Girl in 2011 mit vierzehn Jahren. Ein Jahr später nahm sie an der Talentshow The X Factor teil, dort schaffte sie es bis in die zweite Runde. Die Show holte sie und vier andere Mädchen zurück und sie gründeten eine Gruppe Fifth Harmony. Diese Gruppe schaffte es in das Finale und sie erreichten den dritten Platz. Im Oktober 2013 kam Fifth Harmonys EP Better Together raus. Zusammen veröffentlichten sie unter anderem die Lieder Work from Home, Worth It und Reflection. Gemeinsam mit Ty Dolla $ign und Marc E. Bassy entstand Bottle Up, ihr erstes eigenes Lied nach Fifth Harmony. Das Lied wurde bereits im September 2018 veröffentlicht. Sie sang dieses Lied in der Tonight Show bei Jimmy Fallon.
Am 19. April 2019 erschien die Single Heard It All Before, welcher Teil ihrer am gleichen Tag veröffentlichten EP Dinah Jane 1  ist. Im Mai brachte Hansen die Single Retrograde heraus. In Deutschland erschien dieser Titel am 8. Mai 2019.

## Diskografie

### EP
- 2019: Dinah Jane 1

### Singles
| Jahr | Titel      | Höchstplatzierung, Gesamtwochen, AuszeichnungChartplatzierungen (Jahr, Titel, Platzierungen, Wochen, Auszeichnungen, Anmerkungen) | Höchstplatzierung, Gesamtwochen, AuszeichnungChartplatzierungen (Jahr, Titel, Platzierungen, Wochen, Auszeichnungen, Anmerkungen) | Höchstplatzierung, Gesamtwochen, AuszeichnungChartplatzierungen (Jahr, Titel, Platzierungen, Wochen, Auszeichnungen, Anmerkungen) | Höchstplatzierung, Gesamtwochen, AuszeichnungChartplatzierungen (Jahr, Titel, Platzierungen, Wochen, Auszeichnungen, Anmerkungen) | Höchstplatzierung, Gesamtwochen, AuszeichnungChartplatzierungen (Jahr, Titel, Platzierungen, Wochen, Auszeichnungen, Anmerkungen) | Höchstplatzierung, Gesamtwochen, AuszeichnungChartplatzierungen (Jahr, Titel, Platzierungen, Wochen, Auszeichnungen, Anmerkungen) | Anmerkungen                                                                        |
| Jahr | Titel      | DE | AT | CH | US | Latin | R&B | Anmerkungen                                                                        |
| ---- | ---------- | --- | --- | --- | --- | --- | --- | ---------------------------------------------------------------------------------- |
| 2017 | Boom Boom  | — | — | CH90 (1 Wo.)CH | — | Latin24 (1 Wo.)Latin | — | Erstveröffentlichung: 27. Oktober 2017 feat. RedOne, Daddy Yankee & French Montana |
| 2018 | Bottled Up | — | — | — | — | — | R&B28 (7 Wo.)R&B | Erstveröffentlichung: 21. September 2018 feat. Marc E. Bassy & Ty Dolla Sign       |

Weitere Singles
- 2018: Retrograde
- 2019: Heard It All Before
- 2019: SZNS (feat. A Boogie Wit Da Hoodie)
- 2020: Lottery
- 2020: 1501
- 2020: Missed A Spot
- 2023: Ya Ya
- 2024: Ocean Song

## Filmografie
- 2012–2013: The X Factor (1 Episode)
- 2014: Faking It
- 2015: Barbie: Life in the Dreamhouse
- 2016: The Ride
- 2018: Lip Sync Battle
- 2018: Sugar (Fernsehserie)
- 2018: The After Party (Fernsehfilm)

## Auszeichnungen
Gewonnen
BMI Film & TV Award
- 2017: in der Kategorie „Pop Award Songs“ für All in My Head (Flex)
- 2018: in der Kategorie „Award Winning Songs“ für All in My Head (Flex)

Nominiert
Teen Choice Award
- 2018: in der Kategorie „Choice Latin Song“ für Boom Boom

iHeartRadio Music Awards
- 2019: in der Kategorie „Best Solo Breakout“